# Metamaterial
Els metamaterials (del grec meta, més enllà) són “estructures dissenyades expressament a una escala menor que la longitud d'ona de la llum per tal de controlar-ne la propagació i assolir propietats físiques impossibles d'aconseguir de qualsevol altra forma” (per exemple, magnetisme a altes freqüències). Tot i que es tracta d'un terme completament nou i que ha estat definit de maneres molt diverses, hi ha dues característiques que tots els investigadors tenen presents a l'hora de fer-ho:
- Els metamaterials són materials dissenyats pels humans, per tal que la seva resposta a les ones electromagnètiques sigui la desitjada
- Les propietats dels metamaterials no es poden trobar a la naturalesa. És a dir, tot i estar formats habitualment per metalls o elements dielèctrics, no actuen com cap d'ells.

Habitualment aquestes noves propietats es deuen a la realització d'alteracions en l'estructura, normalment periòdiques, i no a canvis en la seva composició. Així doncs, estan constituïts per petites heterogeneïtats que o bé formen per si soles el metamaterial o que es col·loquen dins seu, com és el cas dels cristalls fotònics. Tot plegat, es fa amb la intenció d'obtenir alteracions que es puguin observar a escala macroscòpica.
Així, a diferència de com ho fan amb la resta de materials, el comportament de les ones electromagnètiques en ells no es deu a la seva estructura atòmica, sinó que ho fa tota l'estructura. Fent servir materials com l'or (entre d'altres) col·locats de certes maneres i amb certes formes, els investigadors han aconseguit poder ser capaços de decidir quin recorregut adoptarà la llum a través del material: les ones electromagnètiques deixen de respondre als àtoms per fer-ho a l'estructura dissenyada per l'investigador.
A més a més, cal senyalar que, tot i no ser en realitat homogeni, la llum actua com si ho fos perquè, tal com ja s'ha indicat, les desigualtats són a una escala més petita que no pas la longitud d'ona de les ones electromagnètiques corresponents.
Quant als seus usos, recentment els objectius dels científics s'han centrat en el fet que, si es dissenyen correctament, els metamaterials poden ser capaços d'aconseguir índexs de refracció negatius. Qualsevol material que podem trobar a la naturalesa tindrà tant una permitivitat com una permeabilitat positives (o, com a mínim, una de les dues) i, per tant, en actuar-hi a sobre una ona electromagnètica, aquesta es propagarà sense quasi cap pèrdua. En canvi, quan en un material ambdues presenten un signe diferent, es pot observar que o bé el camp magnètic o l'elèctric queden diluïts, ja que l'índex de refracció es pot obtenir resultat del producte n=±√με i, si un dels dos valors és negatiu, n∈R ∄ (és a dir, n no pertany al conjunt de nombres reals i, per tant, a la pràctica no “existeix”).
Si tant la permitivitat com la permeabilitat fossin negatives, fet que tan sols es pot aconseguir fent ús de metamaterials es podria arribar a observar que, a diferència del que acostuma a ocórrer, la direcció de propagació de l'ona electromagnètica seria diferent de la direcció que du l'energia i això implicaria, entre d'altres, la possibilitat de crear un medi amb un índex de refracció negatiu.

## Història
Les exploracions de materials artificials per manipular les ones electromagnètiques van començar a finals del segle xix. Algunes de les primeres estructures que es poden considerar metamaterials van ser estudiades per Jagadish Chandra Bose, que el 1898 va investigar substàncies amb propietats quirals. Karl Ferdinand Lindman va estudiar la interacció ondulatòria amb hèlixs metàl·liques com a mitjà quiral a principis del segle xx.
A finals de la dècada de 1940, Winston E. Kock dels AT&T Bell Laboratories va desenvolupar materials que tenien característiques similars als metamaterials. A les dècades de 1950 i 1960, es van estudiar dielèctrics artificials per a antenes de microones lleugeres. Els materials absorbents de radar de microones es van investigar als anys 80 i 90 com a aplicacions per a mitjans quirals artificials.
Els materials d'índex negatiu van ser descrits per primera vegada teòricament per Victor Veselago el 1967. Va demostrar que aquests materials podien transmetre llum. Va demostrar que la velocitat de fase es podria fer anti-paral·lela a la direcció del vector de Pointing. Això és contrari a la propagació d'ones en materials naturals.
L'any 1995, John M. Guerra va fabricar una reixa transparent de sublongitud d'ona (més tard anomenada metamaterial fotònic) amb línies i espais de 50 nm, i després la va acoblar amb un objectiu estàndard de microscopi d'immersió en oli (la combinació més tard es va anomenar superlent) per resoldre una reixa en una hòstia de silici que també té línies i espais de 50 nm. Aquesta imatge súper resolta es va aconseguir amb una il·luminació amb una longitud d'ona de 650 nm a l'aire.
L'any 2000, John Pendry va ser el primer a identificar una manera pràctica de fer un metamaterial per a esquerrans, un material en què no es segueix la regla de la mà dreta. Aquest material permet que una ona electromagnètica transmeti energia (té una velocitat de grup) contra la seva velocitat de fase. La idea de Pendry era que els cables metàl·lics alineats al llarg de la direcció d'una ona podien proporcionar una permitivitat negativa (funció dielèctrica ε < 0). Els materials naturals (com ara ferroelèctrics) mostren permitivitat negativa; el repte era aconseguir una permeabilitat negativa (µ < 0). El 1999 Pendry va demostrar que un anell dividit (forma C) amb el seu eix col·locat al llarg de la direcció de propagació de l'ona podria fer-ho. En el mateix article, va demostrar que una matriu periòdica de cables i anells podria donar lloc a un índex de refracció negatiu. Pendry també va proposar un disseny relacionat de permeabilitat negativa, el Swiss roll.
L'any 2000, David R. Smith et al. va informar de la demostració experimental del funcionament dels metamaterials electromagnètics mitjançant l'apilament horitzontal, periòdic, ressonadors d'anell dividit i estructures de fils prims. El 2002 es va proporcionar un mètode per realitzar metamaterials d'índex negatiu utilitzant línies de transmissió artificials carregades d'elements concentrats en tecnologia microstrip. El 2003, l'índex de refracció negatiu complex (tant real com imaginària) i imatge per lent plana es va demostrar l'ús de metamaterials esquerrans. El 2007, molts grups havien dut a terme experiments que implicaven índex de refracció negatiu. A les freqüències de microones, la primera capa d'invisibilitat imperfecte es va realitzar l'any 2006.
Des del punt de vista de governar les equacions, els investigadors contemporanis poden classificar l'àmbit dels metamaterials en tres branques principals: Metamaterials d'ones electromagnètiques/òptiques, altres metamaterials d'ones i metamaterials de difusió. Aquestes branques es caracteritzen per les seves respectives equacions de govern, que inclouen les equacions de Maxwell (una equació d'ona que descriu ones transversals), altres equacions d'ona (per a ones longitudinals i transversals) i equacions de difusió (pertinents als processos de difusió). Per obtenir informació completa, consulteu la Secció I.B, "Evolució de la física dels metamaterials", a la Ref.

## Tipus
1. Electromagnètics: Un metamaterial electromagnètic afecta les ones electromagnètiques per tenir una estructura més petita que la longitud d'ona corresponent.
- Els metamaterials fotònics estan sent estudiats per tal de manipular la llum a nivell de freqüències òptiques.

- Els metamaterials plasmònics utilitzen els plasmons (unitat elemental i indivisible del plasma) com a superfície, que són paquets de càrregues elèctriques que oscil·len en les superfícies dels metalls a freqüències òptiques.

2. Elàstics: Utilitzen diferents paràmetres per aconseguir un índex de refracció negatiu en materials no electromagnètics. Es poden comportar com a líquids o sòlids, que en un rang de freqüència limitat poden permetre noves aplicacions en el control de l'acústica (ones elàstiques i sísmiques).
3. Acústics: Volen manipular i dirigir el so ja sigui en gasos, líquids, sòlids, els intrasons o les ones ultrasòniques. Aquestes modificacions es fan a través del mòdul de compressibilitat (indica l'augment de la pressió requerit per causar una disminució unitària de volum). La densitat de massa i la quiralitat (molècules que no poden ser superposades a la seva imatge especular).
4. No lineals: Canvien amb la força de l'ona incident. Essencials per a l'òptica no lineal.

## Les heterogeneïtats
Dues de les heterogeneïtats més comunes són conegudes com a SRR (split-ring resonator, és a dir, ressonador d'anell trencat) i ELC o electric-ring resonator. La primera és un anell metàl·lic que presenta una obertura. Això es deu al fet que si no la tingués, tindria una resposta dèbil al magnetisme. En canvi, en tenir-la, produeix ressonància magnètica. El que és més, si es dobla l'anell (com a la il·lustració de la figura 35), aquesta ressonància encara és més gran.

Un camp magnètic que penetri en un SRR li induirà corrents circulars en els anells, tal com s'ha dit anteriorment que fa el magnetisme en els materials. Anàlogament, en penetrar un camp elèctric en un ELC li indueix un corrent que es desplaça “amunt i avall” al llarg del seu volum. Gràcies a aquests dos afegits o a d'altres com una barra metàl·lica, es pot arribar a controlar la resposta d'un material a una ona electromagnètica.
Una altra possible homogeneïtat és l'aire. Si fem un forat a un material, a partir d'aleshores, en el lloc on abans hi havia hagut aquell material, a partir d'aleshores, hi haurà aire. Doncs bé, l'aire té un índex de refracció diferent del metall. Així doncs, desviarà la llum també d'una forma diferent. Si es col·loquen els forats d'una forma adequada, podem aconseguir dirigir la llum allí on nosaltres desitgem. La peça resultant es coneix amb el nom de “cristall fotònic”.

## Metamaterials plasmònics
Sota certes condicions, la llum (de freqüència visible) incident en un metall en contacte amb un material dielèctric (és a dir, no conductor) hi interacciona tot canviant el moviment dels seus electrons lliures fins a excitar la manera com es mouen en conjunt. En fer-ho, s'aconsegueixen estructures periòdiques: per exemple, en la figura de sota, hi ha llocs del metall que no tenen pràcticament electrons de més i d'altres que sí que en tenen. Entre aquells llocs, que –tal com ja s'ha indicat- presenten diferents densitats d'electrons, es crea una petita però ràpida ona electromagnètica que ressona amb l'ona que incidia en el metall però que té una longitud d'ona molt més reduïda: els plasmons superficials (SPPs). Aquests podrien arribar a emprar-se com a mètode de transmissió d'informació, si la seva vida fos més llarga que la que tenen (es dissipen al cap d'uns mil·límetres). I no només per a això: camps com l'òptica o la medicina també podrien estar-hi interessats, ja que permet controlar les ones electromagnètiques i perquè podria tractar-se d'una hipotètica cura per al càncer, respectivament.

## Metamaterials electromagnètics
Els metamaterials són de particular importància en l'electromagnetisme (especialment en l'òptica i la fotònica). Solen presentar un considerable potencial per a una gran varietat d'aplicacions òptiques i de microones tals com nous tipus sistemes moduladors, banda de filtres de transició, lents, acobladors de microones, i antenes aleatòries.
Per tal que les seves propietats funcionin en freqüències de l'ordre de les ones electromagnètiques, els components estructurals d'un metamaterial haurien de ser, en principi, més petits que la longitud d'ona de la radiació electromagnètica amb què interactua. Així, es pot aproximar el seu comportament en aquestes freqüències al d'un material homogeni, descrit amb precisió per un índex de refracció eficaç. Per a la llum visible, que té longituds d'ona inferiors a un micròmetre (560 nanòmetres per a la llum solar), les estructures haurien de ser de l'ordre de la meitat o menys de la meitat d'aquesta mida, és a dir, menys de 280 nanometres. En freqüències de microones, les estructures només han de ser de l'ordre d'un decímetre.
Els metamaterials en general consisteixen en estructures periòdiques, i, per tant, tenen moltes similituds amb els vidres fotònics; de fet, molts autors inclouen aquests darrers dins de la categoria de metamaterials. Tanmateix, els vidres fotònics consten d'estructures de mida superior a la longitud d'ona en què funcionen, i, per tant, el seu comportament no es pot aproximar al material homogeni efectiu.

## Metamaterials doble negatius
L'existència de metamaterials "esquerrans" (LHM) o "doble negatius" (DNG) va ser formulada teòricament per primera vegada pel científic soviètic Victor Veselago, el 1968. J. B. Pendry va ser el primer a teoritzar una forma pràctica d'implementar aquest metamaterial. "Esquerrà" en aquest context significa un material en què la "regla de la mà dreta" no és obeïda, cosa que permet que una ona electromagnètica transmeti energia (amb una velocitat de grup) en la direcció oposada a la seva velocitat de fase. La idea inicial de J. B. Pendry, era que una distribució de cables metàl·lics alineats al llarg de la direcció de propagació de l'ona donen lloc a una permitivitat efectiva negativa (ε<0). No obstant això, hi ha materials naturals (com ferroelèctrics) amb permitivitat negativa: el repte era construir un material que tingués alhora una permeabilitat negativa (μ<0). El 1999, Pendry va demostrar que un anell (a «C») amb l'eix al llarg de la direcció de propagació podria proporcionar aquesta permeabilitat negativa. D'aquesta manera, una distribució periòdica dels cables i els anells podia donar lloc a un índex de refracció efectiu negatiu.
L'analogia és la següent: Els materials naturals estan fets d'àtoms, que es polaritzen en presència de camps electromagnètics. Els dipols així formats poden modificar la velocitat de la llum per un factor "n" (l'índex de refracció). L'anell de filferro i els cables tenen el paper de dipols atòmics: el cable actua com un àtom ferroelèctric, mentre que l'anell actua com un inductor “L” i la secció oberta com un condensador “C”. L'anell en conjunt, per tant, actua com un circuit "LC". Quan el camp electromagnètic passa per l'anell, es genera un corrent induït, que dona lloc a un camp perpendicular a l'incident. A la freqüència de ressonància de l'anell, el resultat equival a una permeabilitat negativa, i així l'índex de refracció també és negatiu.

## Aplicacions
Antenes
Les antenes metamaterials, són una mena d'antenes que utilitzen metamaterials per millorar el seu rendiment. Les proves han demostrat que els metamaterials podien millorar una antena de potència radiada aparent. Els materials que poden aconseguir la permeabilitat negativa, permeten propietats com ara una mida petita d'antena elèctrica, així com una alta directivitat i freqüència operativa sintonitzable.
Absorbidor 
Un metamaterial absorbidor, manipula els components de pèrdua de permitivitat i permeabilitat magnètica, per absorbir grans quantitats de radiació electromagnètica. Aquests components de pèrdua se solen observar en les aplicacions d'índex negatiu de refracció (metamaterials fotònics, sistemes d'antena) o l'òptica de transformació, però sovint no s'utilitzen en aquestes aplicacions.
Superlent 
Una superlent utilitza els metamaterials per aconseguir una resolució més enllà del límit de difracció. El límit de difracció és inherent a dispositius òptics o lents convencionals.
Dispositius de camuflatge 
Els metamaterials tenen potencial pel que fa a dispositius de camuflatge, un mantell invisible. De moment però, no existeix.
Sísmica 
Els metamaterials també poden contrarestar els efectes adversos de les ones sísmiques que les estructures fetes per l'home pateixen.
- Aquest llistat de característiques és la conclusió de la recerca d'Ari Sihvola d'una definició de metamaterial. Per a ell, a més a més, és molt complex definir-los i, segons com es faci, més o menys “invents” podran ser-ho considerats. La seva recerca va ser publicada al primer número de la revista Metamaterials sota el títol Metamaterials in electromagnètics l'any 2007 (2-11).
- http://dx.doi.org/10.1117/6.000003 Tom G. Mackay and Akhlesh Laktakia, “Negatively refracting chiral metamaterials: a review”, SPIE Rev 1, 018003 (Jan 14, 2010)]
- Prof. Logan Liu, UIUC Plasmonics and Metamaterials (enregistrament de vídeo). (68 minuts)
- Plasmonics and Plasmonic Metamaterials (1a edició, pròleg i capítol 2 (Chiral photonic and plasmonic strucutres de Kin Hung Fung, Jeffrey Chi Wai Lee i Che Ting Chan)). World Cientific (World Scientific Series in Nanoscience and Nanotechnology, volum 4). Editat per Xvets, Guennady i Tsukerman, Ígor. ISBN 978-981-4355-27-8 o ISBN 981-4355-27-5